# Aszino
Aszino (oroszul: Асино) város Oroszország Tomszki területén, Nyugat-Szibériában, az Aszinói járás székhelye. 
Népessége: 25 618 fő (a 2010. évi népszámláláskor).

## Elhelyezkedése
Tomszk területi székhelytől 109 km-re északkeletre, a Csulimi-síkság déli részén, a Csulim bal partján helyezkedik el. 
Vasútállomás a transzszibériai vasútvonal Tajga állomásától észak felé kiinduló Tomszk–Aszino–Belij Jar vasúti mellékvonalon (366 km).

## Története
A település elődje 1895-ben keletkezett, amikor a Novgorodi kormányzóságból áttelepülők első csoportja megérkezett új lakóhelyére. 1897-ben II. Sándor orosz cár Kszenyija nevű testvéréről Kszenyjevszkijnek nevezték el a települést, melynek lélekszáma 1901-re elérte az eredetileg tervezet 344 főt (férfi lakost). A parasztcsaládok művelésre alkalmassá tették a földeket, főként rozst és zabot vetettek.
A szovjet hatalom megszilárdulása után, az 1920-as évek végén elkezdődött a vasútvonal és a fafeldolgozó kombinát építése, melyet a Csulim-menti erdők kitermelésére hoztak létre. A településen talpfakészítő- és néhány más üzem kezdte meg működését. 1933-ban Novo-Kuszkovo faluból ide, a vasútállomás melletti faluba helyezték át a járásszékhelyet, a település és a járás akkor kapta mai nevét. 1935-ben kezdték meg a helyi erőmű építését. 
Aszino volt a közppontja a Gulag keretében 1937 augusztusában létrehozott helyi munkatáboroknak (Tomszko-Aszinszkij ITL). 1938. október elején 11 112 fő dolgozott az itteni lágerekben. Ezek segítségével fejezték be végül az építkezést a Tomszk–Aszino vasútvonalon, melyet hivatalosan 1939 őszén nyitottak meg. A vasút tette lehetővé azt is, hogy a településen 1942-ben jelentős katonai (lövész-) kiképzőtábort szervezzenek, egységeit innen vezényelték a frontra. 
Aszino 1952-ben kapott városi rangot. 1953-ban elkezdődött a város közigazgatási épületeinek és közintézményeinek: mentőállomás, orvosi rendelőintézet, középiskola, kultúrház, szálloda építése, 1963-tól többemeletes lakóházak is épültek. A vasútállomás üzemeltetése mellett a gazdaság fontos ágazata maradt a fakitermelés és a fafeldolgozás, valamint a traktor- és gépjavító állomás, a téglagyártás és az építőipar, az élelmiszeripar. 

### Vasútépítés
A vasútvonalat Aszinóból csak az 1960-as években építették tovább északi felé, és ezt 1961-ben a Csulim vasúti hídjával kezdték. Bratszknál az Angarán korábban épített vasúti hidat a Bratszki-víztározó építése miatt – mert víz alá került volna – le kellett bontani, elszállították és itt építették fel. A híd 1964-es átadása után azonban a vasútépítés leállt és csak 1968-ban folytatódott. A teljes vonal Belij Jarig 1971-re készült el.

## Gazdaság, 21. század

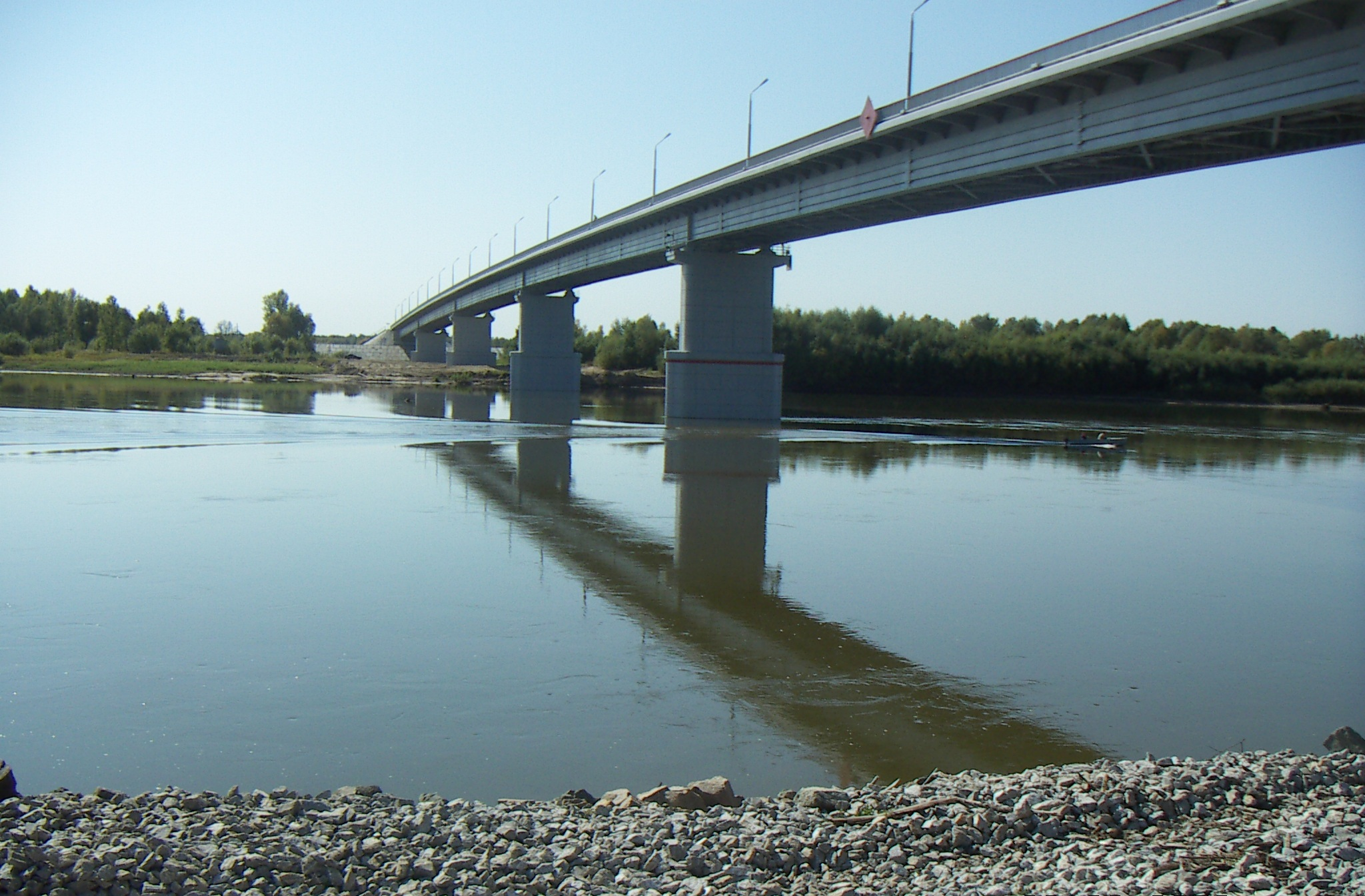
A Troickij híd a Csulimon

A 21. század elején a város mellett közúti híd is épült a Csulimon. A Troickij hidat 2000 őszén kezdték építeni és 2006 augusztusában adták át a forgalomnak. A folyón Pervomajszkoje járási székhelynél átívelő híd 13 méter széles, teljes hossza 713 méter.
2008-ban megalakult az Aszinói Erdészeti és Faipari Park, a Ruszkitinvest Tomszk területi orosz-kínai befektetési társaság projektje. A projekt az aszinói fakitermelési és fafeldolgozó komplexum régi telephelyeinek helyreállítását, valamint új termelőegységek létrehozását célozta. A projekt részeként 2015-ben furnérgyárat, 2016-ban fűrészüzemet, 2020 májusában nagy kapacitású MDF-lap gyárat helyeztek üzembe. A tervek között szerepel faforgácslapok, rétegelt lemezek és laminált lapok gyártása is. A Ruskitinvest 2021 júniusában indította útnak a fűrészárut szállító első konténervonatát Aszinóból Kínába.